# Литовське генерал-губернаторство
Литовське генерал-губернаторство (Віленське генерал-губернаторство) — військово-адміністративна одиниця в Російській імперії.

## Історія
Литовське (Віленське) генерал-губернаторство засновано 30 жовтня 1794 року іменним Указом імператриці Катерини II, який був даний першому генерал-губернатору князю Репніну. Постійної посади помічника генерал-губернатора засновано не було, й помічники генерал-губернаторів призначалися кожен раз за особливим височайшим велінням. Місце перебування генерал-губернатора — м. Вільно.
До складу генерал-губернаторства входили:
- Віленська губернія: з 1797 року — Литовська губернія злиттям із Слонімськой, з 1801 року Віленська виділена знов (до 1840 р.) під назвою — Литовсько-Віленської;
- Ковенська губернія (з 1842 року);
- Слонімська губернія (з 1797 року — Литовська губернія злиттям з Віленською, з 1801 року виділена назад під назвою Гродненська).

З 1842 року генерал-губернаторство охоплювало 3 губернії — Віленську, Гродненську та Ковенську.
У 1912 році генерал-губернаторство скасовано.

## Органи влади

### Генерал-губернатори
| П. І. Б.                               | Титул, чин, звання                                                        | Час на посаді         |
| -------------------------------------- | ------------------------------------------------------------------------- | --------------------- |
| Репнін Микола Васильович               | князь, генерал-аншеф                                                      | 30.10.1794—26.11.1798 |
| Де-Лассі Борис Петрович                | генерал від інфантерії                                                    | 26.11.1798—26.10.1799 |
| Горіч Іван Петрович                    | генерал від кавалерії, тимчасово в.п.                                     | 13.11.1799—19.12.1799 |
| Голеніщев-Кутузов Михайло Іларіонович  | генерал від інфантерії                                                    | 19.12.1799—11.07.1801 |
| Беннігсен Леонтій Леонтійович          | генерал-лейтенант                                                         | 11.07.1801—20.09.1806 |
| Римський-Корсаков Олександр Михайлович | генерал від інфантерії                                                    | 05.10.1806—03.07.1809 |
| Голеніщев-Кутузов Михайло Іларіонович  | генерал від інфантерії                                                    | 03.07.1809—17.04.1812 |
| Римський-Корсаков Олександр Михайлович | генерал від інфантерії                                                    | 17.04.1812—24.12.1830 |
| Храповицький Матвій Євграфович         | генерал-ад'ютант, генерал-лейтенант                                       | 24.12.1830—23.08.1831 |
| Долгоруков Микола Андрійович           | князь, генерал-ад'ютант, генерал-лейтенант                                | 23.08.1831—18.03.1840 |
| Миркович Федір Яковлевич               | генерал-лейтенант                                                         | 01.04.1840—10.02.1850 |
| Бібіков Ілля Гаврилович                | генерал-ад'ютант, генерал-лейтенант                                       | 15.03.1850—10.12.1855 |
| Назімов Володимир Іванович             | генерал-ад'ютант, генерал від інфантерії                                  | 10.12.1855—01.05.1863 |
| Муравйов Михайло Миколаєвич            | граф, генерал-ад'ютант, генерал від інфантерії                            | 01.05.1863—17.04.1865 |
| Кауфман Костянтин Петрович             | генерал-ад'ютант, генерал-лейтенант                                       | 17.04.1865—09.10.1866 |
| Баранов Едуард Трохимович              | граф, генерал-ад'ютант, генерал-лейтенант                                 | 09.10.1866—02.03.1868 |
| Потапов Олександр Львович              | генерал-ад'ютант, генерал-лейтенант                                       | 02.03.1868—22.07.1874 |
| Альбединський Петро Павлович           | генерал-ад'ютант, генерал-лейтенант                                       | 22.07.1874—18.05.1880 |
| Тотлебен Едуард Іванович               | граф, генерал-ад'ютант, інж.-генерал                                      | 18.05.1880—19.06.1884 |
| Нікітін Олександр Павлович             | генерал від інфантерії (тимчасово в. п. в період хвороби графа Тотлебена) | 05.11.1882—14.01.1884 |
| Каханов Іван Семенович                 | генерал від артилерії                                                     | 06.09.1884—01.01.1893 |
| Оржевський Петро Василійович           | генерал від інфантерії                                                    | 01.01.1893—31.03.1897 |
| Троцький Віталій Миколайович           | генерал-ад'ютант, генерал від інфантерії                                  | 06.12.1897—09.05.1901 |
| вакансія                               |                                                                           | 09.05.1901—15.09.1902 |
| Святополк-Мирський Петро Дмитрович     | князь, генерал-лейтенант                                                  | 15.09.1902—26.09.1904 |
| Фрезе Олександр Олександрович          | генерал від інфантерії                                                    | 12.10.1904—19.12.1905 |
| Кршивицький Костянтин Фаддійович       | генерал-лейтенант                                                         | 19.12.1905—1909       |

### Помічники генерал-губернатора з цивільної частини
| П. І. Б.                  | Титул, чин, звання       | Час на посаді         |
| ------------------------- | ------------------------ | --------------------- |
| Потапов Олександр Львович | Св. Е. В., генерал-майор | 14.07.1864—17.04.1865 |
| Чертков Михайло Іванович  | Св. Е. В., генерал-майор | 05.09.1867—02.03.1868 |
| Багратіон Петро Романович | князь, генерал-лейтенант | 25.03.1868—22.09.1870 |
| Каханов Іван Семенович    | генерал-лейтенант        | 14.01.1884—06.09.1884 |